# بيت راجح (شبام كوكبان)

تعديل مصدري - تعديل

بيت راجح هي إحدى قرى عزلة ضلاع الأعلى بمديرية شبام كوكبان التابعة لمحافظة المحويت، بلغ تعداد سكانها 489 نسمة حسب تعداد اليمن لعام 2004.